# فهرست حاکمان مصر از خاندان محمد علی
فهرست حاکمان مصر از خاندان محمد علی خاندان محمد علی بر مصر مصر از ۱۸۰۵م تا ۱۹۵۳م حکومت کردند و نیز قلمرویشان به سودان نیز به مدت طولانی گسترش یافت و شام و حجاز نیز خلال نیمهٔ اول قرن ۱۹م در اختیار داشتند.

## فهرست حاکمان

### ولایت/خدیویی غیررسمی (۱۸۰۵–۱۸۶۷)
در زمان بین ۱۸۰۵ و حتی ۱۸۶۷ مصر به طور رسمی یکی از ولایت‌های عثمانی بود که در نیابت از سلطان عثمانی بر مصر حکومت می‌کرد اما در عمل مستقل بود.
| والی                                                            | عکس | رابطه با خاندان   | حکمرانی از     | پایان حکمرانی  | سرنوشت                                                                           |
| --------------------------------------------------------------- | --- | ----------------- | -------------- | -------------- | -------------------------------------------------------------------------------- |
| محمدعلی پاشا                                                    |     | --                | ۱۸ ژوئن ۱۸۰۵   | ۲۰ ژوئیه ۱۸۴۸  | - به جای ابراهیم باشا به دلیل مشکلات بیماری نشست. - در اسکندریه سال ۱۸۴۹ درگذشت. |
| مجلس موقت[ج] به جای محمد علی باشا (15 آوریل ۱۸۴۸—۲۰ ژوئیه 1848) |     |                   |                |                |                                                                                  |
| ابراهیم باشا                                                    |     | پسرش [د]          | ۲۰ ژوئیه ۱۸۴۸  | ۱۰ نوامبر ۱۸۴۸ | - حاکم تا وفاتش.                                                                 |
| عباس حلمی یکم                                                   |     | پسر برادر         | ۱۰ نوامبر ۱۸۴۸ | ۱۳ ژوئیه ۱۸۵۴  | - حاکم تا وفاتش. - ترور شد. [ه]                                                  |
| محمد سعید پاشا                                                  |     | عموی نابرادری     | ۱۴ ژوئیه ۱۸۵۴  | ۱۸ ژانویه ۱۸۶۳ | - حاکم تا وفاتش.                                                                 |
| اسماعیل پاشا                                                    |     | پسر عموی نابرادری | ۱۹ ژانویه ۱۸۶۳ | ۸ ژوئن ۱۸۶۷    | - خدیوی شد.                                                                      |

### خدوی/رسمی (۱۸۶۷–۱۹۱۴)
سلطان عثمانی عبدالعزیز یکم در ۸ ژوئن ۱۸۶۷، اسماعیل پاشا خدیو رسمی مصر شد. خدیو بالاتر از وزیر ولی پائین‌تر از خلیفه بود. با این وجود این حکومت وابستگی‌هایی به امپراتوری عثمانی داشت.
| خدیوی          | تصویر | خویشاوندی با حاکم پیشین | حاکم          | پایان          | سرنوشت |
| -------------- | ----- | ----------------------- | ------------- | -------------- | --- |
| اسماعیل پاشا   |       | بالا را نگاه کن         | ۸ ژوئن ۱۸۶۷   | ۲۶ ژوئن ۱۸۷۹   | - بریتانیا و فرانسه به حکومتش پایان دادند- به طور رسمی توسط سلطان عثمانی عبدالحمید دوم برکنار شد. - در تبعید در استانبول سال ۱۸۹۵ درگذشت. |
| توفیق‌پاشا      |       | شاهزاده                 | ۲۶ ژوئن ۱۸۷۹  | ۷ ژانویه ۱۸۹۲  | - تا مرگش حاکم بود. |
| عباس حلمی پاشا |       | شاهزاده                 | ۸ ژانویه ۱۸۹۲ | ۱۹ دیسمبر ۱۹۱۴ | - توسط بریتانیا اندی قبل از جنگ جهانی اول برکنار شد. - سال ۱۹۳۱ از تخت کناره زده شد.[و] - در تبعیدگاه ژنو سال ۱۹۴۴ درگذشت.                |

### سلطنت (۱۹۱۴–۱۹۲۲)
در ۱۹ دسامبر ۱۹۱۴، عباس حلمی پاشا توسط انگلیس هنگامی که داشت از وین بازدید می‌کرد برکنار شد. دلیل آن موضع‌گیری مخالف انگلیس بود. در پی آن خدیوی در این کشور حذف و حسین رشدی پاشا نخست‌وزیر دولت مشغول حکم بود تا عموی نابرادری عباس حلمی، فردی به نام حسین کامل حاکم جدید این کشور شد.
| سلطان     | تصویر | رابطه با حاکم پیشین | تاریخ انتصاب   | تاریخ عزل    | سرنوشت           |
| --------- | ----- | ------------------- | -------------- | ------------ | ---------------- |
| حسین کامل |       | عموی نابرادری       | ۱۹ دیسمبر ۱۹۱۴ | ۹ اکتبر ۱۹۱۷ | - حاکم تا وفاتش. |
| احمد فؤاد |       | برادر نابرادری      | ۹ اکتبر ۱۹۱۷   | ۱۵ مارس ۱۹۲۲ | - پادشاه شد.     |

### نظام پادشاهی (ملکی) (۱۹۲۲–۱۹۵۳)
پس از انقلاب ۱۹۱۹، بریتانیا در ۲۸ فوریه ۱۹۲۲ به شکل یک جانبه قیمومت را لغو کرد و مصر را دولتی با تمامیت ارضی و مستقل اعلام کرد. سلطان احمد فؤاد خودش را در ۱۵ مارس ۱۹۲۲ پادشاه مصرمصر اعلام کرد.
| پادشاه                                                                    | عکس                                                                       | خویشاوندی با حاکم پیشین                                                            | انتصاب                                                                             | پایان دوره                                                                         | سرنوشت                                                                                                 |
| ------------------------------------------------------------------------- | ------------------------------------------------------------------------- | ---------------------------------------------------------------------------------- | ---------------------------------------------------------------------------------- | ---------------------------------------------------------------------------------- | --- |
| احمد فؤاد                                                                 |                                                                           | بالا را مطالعه کنید                                                                | ۱۵ مارس ۱۹۲۲                                                                       | ۲۸ آوریل ۱۹۳۶                                                                      | - تا مرگش.                                                                                             |
|                                                                           |                                                                           | مجلس موقت[ز] صلاحیت‌های حاکم را بر عهده می‌گیرد (8 مایو ۱۹۳۶—۲۹ تموز 1937)           |                                                                                    |                                                                                    | |
| عزیز عزت باشا                                                             | رئیس محمد علی توفیق                                                       | شریف صبری باشا                                                                     |                                                                                    |                                                                                    | |
| فاروق یکم                                                                 |                                                                           | شاهزاده                                                                            | ۲۸ آوریل ۱۹۳۶                                                                      | ۲۶ ژوئیه ۱۹۵۲                                                                      | - مجبور به کناره‌گیری از پادشاهی اندکی بعد از انقلاب ۱۹۵۲ مصر شد. - در تبعیدگاهی در رم سال ۱۹۶۵ درگذشت. |
| انقلاب ۱۹۵۲ مصر [ب]                                                       |                                                                           |                                                                                    |                                                                                    |                                                                                    | |
| مجلس وزیران صلاحیت‌های فؤاد دوم را به عهده گرفت (26 ژوئیه ۱۹۵۲—۲ اوت 1952) | مجلس وزیران صلاحیت‌های فؤاد دوم را به عهده گرفت (26 ژوئیه ۱۹۵۲—۲ اوت 1952) | مجلس موقت پادشاهی صلاحیت‌های فؤاد الثانی را به عهده گرفت (2 اوت ۱۹۵۲—۱۴ اکتبر 1952) | مجلس موقت پادشاهی صلاحیت‌های فؤاد الثانی را به عهده گرفت (2 اوت ۱۹۵۲—۱۴ اکتبر 1952) | مجلس موقت پادشاهی صلاحیت‌های فؤاد الثانی را به عهده گرفت (2 اوت ۱۹۵۲—۱۴ اکتبر 1952) | امیر وصیت شده تولی صلاحیات الملک فؤاد دوم (14 اکتبر ۱۹۵۲—۱۸ ژوئن 1953)                                 |
| نخست‌وزیر علی ماهر باشا                                                    | نخست‌وزیر علی ماهر باشا                                                    | بهی الدین برکات باشا                                                               | رئیس محمد عبد المنعم                                                               | رشاد مهنا                                                                          | محمد عبد المنعم                                                                                        |
| فؤاد دوم مصر                                                              |                                                                           | شاهزاده                                                                            | ۲۶ ژوئیه ۱۹۵۲                                                                      | ۱۸ ژوئن ۱۹۵۳                                                                       | - پایان نظام پادشاهی و آغاز جمهوری - در حال حاضر در تبعیدگاه است.                                      |